# Michael Wanner (Politiker)
Michael Wanner (* 8. Februar 1964 in Innsbruck) ist ein österreichischer Politiker der Sozialdemokratischen Partei Österreichs (SPÖ). Von März 2018 bis Juli 2020 war er vom Salzburger Landtag entsandtes Mitglied des Bundesrates, wo er ab Dezember 2019 als Vizepräsident fungierte. Ab Juli 2020 war er Abgeordneter zum Salzburger Landtag und Obmann des SPÖ-Landtagsklubs. Nach der Landtagswahl in Salzburg 2023 wechselte er in den Bundesrat zurück.

## Leben

### Ausbildung und Beruf
Michael Wanner besuchte nach der Volksschule in Lehen und der Hauptschule in Liefering ab 1978 das Militärrealgymnasium in Wiener Neustadt, wo er 1982 maturierte. Den Präsenzdienst leistete er 1982/83 als Einjährig-Freiwilliger. Anschließend absolvierte er die Theresianische Militärakademie und war Berufsoffizier beim Bundesheer, zuletzt im Rang eines Hauptmannes. Ab Oktober 1991 war er Leiter des Städtischen Bauhofes der Stadt Salzburg, 2024 ging er als Bauhofleiter in den Ruhestand.
Michael Wanner ist mit der SPÖ-Politikerin Hilde Wanner verheiratet, hat mit ihr eine gemeinsame Tochter und aus erster Ehe zwei Söhne.

### Politik
In der Stadt Salzburg gehörte er von 1999 bis 2018 dem Gemeinderat an, wo er von 2004 bis 2018 Vorsitzender des Ausschusses für Planung und Verkehr war. Im Gemeinderat folgte ihm Vincent Pultar nach. Seit Oktober 2013 fungiert er als Bezirksparteivorsitzender der SPÖ Salzburg und gehört dem Landesparteivorstand der SPÖ Salzburg an.
Ab dem 21. März 2018 bis zum 7. Juli 2020 war er vom Salzburger Landtag entsandtes Mitglied des Bundesrates, wo er bis zum 12. Juni 2018 den Ausschüssen für auswärtige sowie innere Angelegenheiten, dem Ausschuss für Unterricht, Kunst und Kultur, dem Gesundheitsausschuss, dem Ausschuss für Wissenschaft und Forschung und dem Justizausschuss angehörte. Nach der Landtagswahl in Salzburg 2018 gehört er seit dem 14. Juni 2018 dem Ausschuss für innere Angelegenheiten, dem Ausschuss für Sportangelegenheiten, dem Ausschuss für Unterricht, Kunst und Kultur, dem Gesundheitsausschuss, dem Justizausschuss und dem Landesverteidigungsausschuss an. Wanner folgte Susanne Kurz nach, die ihr Bundesratsmandat Anfang März 2018 zurücklegte. Am 19. Dezember 2019 wurde er neben Magnus Brunner zum Vizepräsidenten des Bundesrates gewählt.
Im Mai 2020 wurde bekannt, dass Wanner in den Salzburger Landtag auf das Mandat von Walter Steidl wechseln soll. Sein Bundesratsmandat übernahm David Egger. Der SPÖ-Landtagsklub legte sich am 25. Mai 2020 auf Wanner als Klubvorsitzenden in Nachfolge von Steidl fest. Als Vizepräsidentin im Bundesrat folgte ihm Elisabeth Grossmann nach. Am 8. Juli 2020 wurde Wanner als Landtagsabgeordneter angelobt. Nach der Landtagswahl in Salzburg 2023 kehrte er mit Beginn der 17. Gesetzgebungsperiode anstelle von David Egger in den Bundesrat zurück. Michael Wanner wurde am 19. Dezember 2024 abermals zum Vizepräsidenten des Bundesrates gewählt und ist seit 1. Januar 2025 im Amt.